# Глезер, Эрнст
Эрнст Глезер (нем. Ernst Glaeser; псевдонимы: Антон Дичлер (нем. Anton Ditschler), Эрих Мешеде (нем. Erich Meschede), Александр Руппель (нем. Alexander Ruppel), Эрнст Тёпфер (нем. Ernst Töpfer); 29 июля 1902, Буцбах, Германия, — 8 февраля 1963, Майнц, ФРГ) — немецкий писатель.

## Биография
Родился в семье судебного чиновника. Окончив гимназию в Дармштадте, изучал философию, германистику и литературоведение в университетах Фрайбурга-им-Брайсгау и Мюнхена. Затем был сотрудником газеты Frankfurter Zeitung и драматургом Нового театра во Франкфурте-на-Майне. С 1928 по 1930 год возглавлял литературный отдел радиостанции Südwestdeutscher Rundfunk. В 1930 году был одним из подписавшихся под предвыборным обращением Союза пролетарских революционных писателей в поддержку КПГ и участвовал во 2-й конференции революционных писателей в Харькове. С 1930 по 1933 год Глезер был редактором издательства Propyläen Verlag.
Его книга «Год рождения 1902» (нем. Jahrgang 1902), опубликованная в 1928 году и написанная в стиле «новой вещественности», была переведена на 24 языка. Только в Германии до захвата власти нацистами было продано 125 000 экземпляров. Однако пацифистская направленность произведения, раскрытие социальных недостатков и неприкрытая сексуальная тематика принесли автору остракизм немецких правых, так что после прихода национал-социалистов к власти книга Глезера оказалась в числе сожженных 10 мая 1933 года. Хотя Глезер уже отошел от марксизма, он решился на эмиграцию.
В декабре 1933 года Глезер переехал с женой и 4-летним сыном в Чехословакию, оттуда в следующем году в Локарно и в октябре 1935 года — в Цюрих. Созданный там роман «Последний штатский» (нем. Der letzte Zivilist) дает детальную картину постепенного захвата власти нацистской идеологией в маленьком немецком городе с точки зрения американца немецкого происхождения, вернувшегося в надежде на демократическую Германию. В последующие годы, учитывая безнадежное положение в сопротивлении национал-социализму и критику его работ в изгнании, Глезер все больше дистанцировался от антифашистской немецкой эмиграции. Он становился все более и более консервативным и, наконец, 1 апреля 1939 года вернулся в Германию, что встретило непонимание в эмигрантских кругах и было расценено как измена.
В нацистском государстве некогда гонимый Глезер отныне стал своего рода экспонатом. Ему снова разрешили публиковаться в рамках цензуры — в основном под псевдонимом «Эрнст Тёпфер» — и после призыва в вермахт в 1940 году он временно исполнял обязанности редактора фронтовых газет люфтваффе Adler im Osten и Adler im Süd. Его статьи также публиковались в немецкоязычной газете Krakauer Zeitung (нацистская газета в оккупированной Польше, так называемом Генерал-губернаторстве) и в триестской газете Deutsche Adria-Zeitung.
После 1945 года произведения Глезера продолжали публиковаться. Однако развить свой успех 30-х годов автор уже не мог, тем более что его повествовательные произведения представляли собой по большей части лишь слабые попытки оправдать свой разворот в 1939 году. В 1946 году все его произведения были внесены в советской оккупационной зоне в список изъятой литературы. В 1963 году Глезер умер от легочной эмболии.

## Наследие
В августе 2018 года Архив немецкой литературы в Марбахе объявил о приобретении архива Эрнста Глезера. Он содержит рукописи опубликованных и неопубликованных романов, рассказов, пьес и радиопьес, а также письма и фотографии.

## Избранные произведения

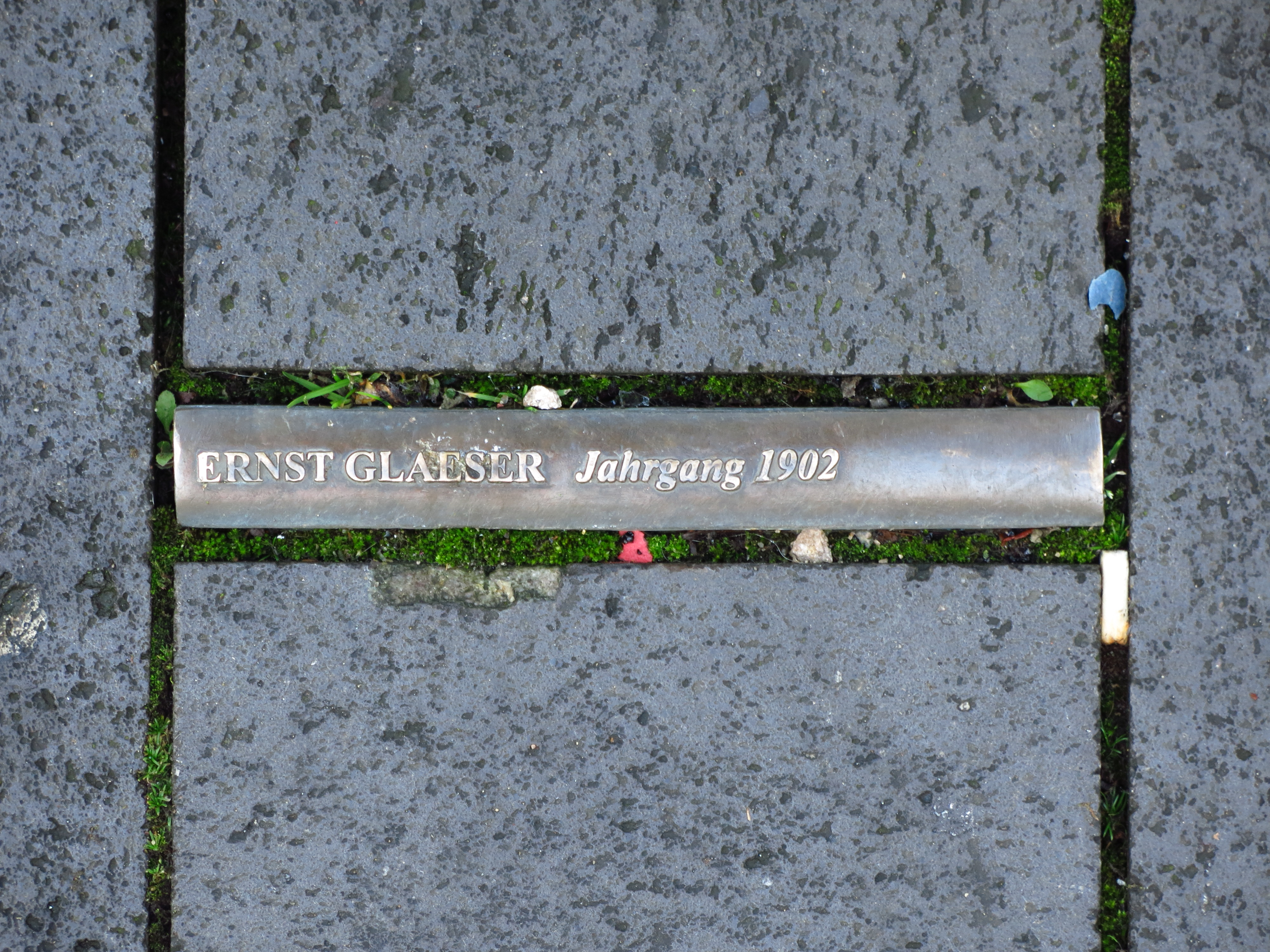
Табличка с именем Глезера и названием его сожженной книги. Часть мемориала на боннской площади Маркт, посвященного сожжению книг

- Überwindung der Madonna. Potsdam, 1924.
- Jahrgang 1902 (на русском языке выходила под названиями «Год рождения 1902» и «Рожденные в 1902 году»). Potsdam, 1928.
- Frieden (позже — «Frieden 1919»; на русском языке выходила под названием «Мир»). Berlin, 1930.
- Der Staat ohne Arbeitslose. Berlin, 1931 (совместно с Францем Карлом Вайскопфом)
- Das Gut im Elsaß. Berlin, 1932.
- Die Apotheke am Neckar. Berlin, 1933.
- Der letzte Zivilist. Zürich, 1935.
- Das Unvergängliche. Amsterdam, 1936.
- Das Jahr. Zürich, 1938.
- Großes Volkskollektiv für 1200 Menschen, 1945.
- Kreuzweg der Deutschen. Wiesbaden, 1947.
- Wider die Bürokratie. Kassel, 1947.
- Die deutsche Libertät. Kassel, 1948.
- Köpfe und Profile. Zürich, 1952.
- Das Kirschenfest. Zürich [u. a.], 1955.
- Glanz und Elend der Deutschen. München [u. a.], 1960.
- Die Lust zu gefallen. Wiesbaden, 1960.
- Die zerstörte Illusion. München [u. a.], 1960.
- Auf daß unsere Kinder besser leben. Frankfurt a. M., 1961.

### Ответственный редактор
- Fazit. Hamburg, 1929.
- Mit offenen Augen. Stuttgart, 1951.